# موریس رائول-دووال
موریس رائول-دووال (فرانسوی: Maurice Raoul-Duval‎; ۲۷ آوریل ۱۸۶۶ – ۵ مهٔ ۱۹۱۶) چوگان‌باز اهل کشور فرانسه بود.